# Christnach
Christnach (Luxemburgs: Chrëschtnech) is een plaats in de gemeente Waldbillig en het kanton Echternach in Luxemburg.
Christnach telt 381 inwoners (2001).

## Sport
Net ten oosten van de dorpskern ligt de Golf-Club de Christnach.